# The Main Event / Fight
«The Main Event / Fight» (с англ. — «Главное событие / Бой») — медли, записанное Барброй Стрейзанд для фильма «Главное событие» в 1979 году. Запись стала единственным синглом с саундтрек-альбома к фильму.
Песня стала первым из двух главных диско-хитов певицы, вторым стал «No More Tears (Enough Is Enough)», записанный совместно с Донной Саммер и выпущенный позже в том же году. Песня провела четыре недели на третьей строчке американского Billboard Hot 100, также песня добралась до второй строчки в чарте Adult Contemporary. В Канаде песня заняла пятую строчку в поп-чарте и стала лидером в чарте Adult Contemporary.

## Позиции в хит-парадах

### Еженедельные чарты
| Хит-парад (1979)                   | Высшая позиция |
| ---------------------------------- | -------------- |
| Австралия (KMR)                    | 21             |
| Канада (RPM Top Singles)           | 5              |
| Канада (RPM Adult Contemporary)    | 1              |
| США (Billboard Hot 100)            | 3              |
| США (Billboard Adult Contemporary) | 2              |
| США (Billboard Dance Club Songs)   | 13             |
| США (Cash Box Top 100)             | 3              |

### Годовые чарты
| Хит-парад (1979)                           | Позиция |
| ------------------------------------------ | ------- |
| Канада (RPM Top 200 Singles)               | 74      |
| США (Billboard Adult Contemporary Singles) | 42      |
| США (Billboard Top Popular Singles)        | 35      |
| США (Cash Box Top 100)                     | 25      |

## Сертификации и продажи
| Регион | Сертификация | Продажи  |
| --- | ------------ | -------- |
| США (RIAA) | Золотой      | 500 000^ |
| * Данные о продажах приведены только на основе сертификации. ^ Данные о тиражах приведены только на основе сертификации. |              |          |